# Demokratični deficit v Evropski uniji
Demokratični deficit je fraza, ki jo je v osemdesetih letih dvajsetega stoletja uporabil britanski član Evropskega parlamenta Bill Newton Dunn, in pomeni, da je sistem odločanja v Evropski uniji preveč tuj navadnim ljudem, saj glavne odločitve sprejemajo uradniki v zaprtih kabinetih.

## Kritike sedanje ureditve EU
Več različnih kritik sedanje ureditve EU govori o demokratičnem deficitu:
- Prva taka pravi, da ima izvršna veja oblasti v EU preveč moči v primerjavi z parlamentarno (zakonodajno) vejo, kar pomeni, da nacionalne vlade, ki niso neposredno izvoljene s strani ljudstva, prek Sveta in Komisije nesorazmerno bolj kontrolirajo evropske institucije.
- Druga kritika govori o volitvah v evropski parlament, ki naj ne bi bile preveč »evropske« saj se volivci večinoma odločajo na podlagi notranje-državnih problemov. Prav tako pa se jim volitve ne zdijo preveč pomembne, tako da bolj ekstremistične stranke dobijo več glasov.
- Evropska unija naj bi prav tako bila preveč »oddaljena« od demokratične kontrole volivcev, oziroma politika, ki se dogaja v institucijah EU, je preveč zapletena za navadne državljane in se zato tudi ne udejstvuje toliko v političnem procesu.
- Četrta kritika se delno nanaša na prejšnjega, saj kritizira EU, da nima vzpostavljenega nobenega mehanizma, preko katerega bi lahko volivci nadzorovali evropske institucije, še posebej Svet EU.
- Zadnja kritika pa pravi, da se politike EU ne skladajo s politikami, ki jih zagovarjajo ljudje, ter (kar še posebej poudarjajo evropski socialisti) da EU vse preveč popušča gospodarskim lobijem, medtem ko sindikati nimajo praktično nobene moči.

## Zagovorniki sedanje ureditve EU
- Andrew Moravcsik pravi, da nad izvršno oblastjo vseeno obstaja demokratična kontrola in da ni odgovorna le svojim volivcem, temveč tudi Bruslju. Prav tako pa ima evropski parlament, vsaj de facto, več pooblastil, kot se zdi na prvi pogled, kar se je tudi že pokazalo leta 1999 po odstopu Santerjeve komisije in tudi leta 2004 pri izbiri članov Barrosove komisije.
- Zagovorniki tudi trdijo, da je proces odločanja v EU celo bolj transparenten, kot tisti v državah članicah. Posamezniki in interesne skupine imajo preprost dostop do evropskih dokumentov in memorandumov, vsi evropski igralci pa so tudi pod budnim nadzorom tako evropskega sodišča, kot tudi nacionalnih sodišč.
- Proces odločanja naj bi tudi bil veliko bolj naklonjen konsenzu, kar onemogoča kakršnekoli radikalne poteze v politikah EU.
- Nekateri zagovorniki sedanje ureditve, pa imajo malo bolj drugačen pogled na samo ureditev in pravijo, da bi morala biti Evropska unija izolirana pred demokratičnimi pritiski in naj bi delovala kot npr. neodvisna centralna banka.